# جوزيبي روبرت
جوزيبي روبرت (بالإيطالية: Giuseppe Lauri)‏ (28 مايو 1976 في إيطاليا - ) هو ملاكم إيطالي، صنّف ضمن فئة الوزن المتوسط الخفيف ‏ ووزن خفيف الوسط ‏ ووزن الويلتر.

## إحصائيات
خاض خلال مسيرته 76 نزالا، فاز في 56  وخسر في 20. فاز بالضربة القاضية في 34 نزالا.

## روابط خارجية
- جوزيبي روبرت على موقع بوكس ريك (الإنجليزية) (registration required)